# Halysidota anapheoides
Halysidota anapheoides är en fjärilsart som beskrevs av Rothschild 1909. Halysidota anapheoides ingår i släktet Halysidota och familjen björnspinnare. Inga underarter finns listade i Catalogue of Life.